# Aeroflot-Flug 35
Am 30. April 1953 musste eine Iljuschin Il-12P (Luftfahrzeugkennzeichen: CCCP-L1777, Werknummer: 93013114, Fertigstellung am 24. März 1949) auf dem 1. Abschnitt des innersowjetischen Linienfluges Aeroflot-Flug 35 von Moskau über Kasan nach Nowosibirsk in der Wolga notgewassert werden, wobei einer der 23 Insassen starb.

## Besatzung
Die Besatzung bestand aus einem Flugkapitän, einem Ersten Offizier, einem Flugingenieur, einem Funker und einem Flugbegleiter.

## Verlauf
Die Il-12 hob um 19:11 in Moskau ab und stieg auf eine Höhe von 1.200 m, wo der Flug unter Sichtflugregeln stattfand. Die Piloten bemerkten nach dem Überfliegen von Surowaticha Wolken zusammen mit Gewitteraktivitäten, sanken auf eine Höhe von 600–700 m und drehten in Richtung Norden ab. Sie flogen im Sichtflug weiter in Richtung Wolga an einer Eisenbahnbrücke vorbei und traten währenddessen in 600 m Höhe in den Luftraum um den Flughafen Kasan ein. Nachdem das Flugzeug das Südufer der Wolga überquerte, erbaten die Piloten um 21:33 Uhr beim Anflug die Erlaubnis, einen Kreis fliegen zu dürfen. Die Erlaubnis wurde erteilt und die Piloten sanken auf 300 m. Über der Wolga kam es um 21:37 Uhr zu einem dumpfen Schlag, bei dem den Piloten kurz buchstäblich schwarz vor Augen wurde. Beide Triebwerke verloren an Schub und es kamen Flammen aus Triebwerksauslässen. Die Piloten versuchten, nachdem sie ein Feuer in den Triebwerken festgestellt hatten, erfolglos deren Propeller in Segelstellung zu bringen. Das Flugzeug verlor schnell an Höhe und der Kapitän entschied sich, in der Wolga notzuwassern und setzte das Flugzeug in Ufernähe auf.
Das Flugzeuginnere begann mit Wasser vollzulaufen. Die Tür zum Cockpit war durch Frachtstücke blockiert, die in der vorderen Passagierkabine platziert waren, konnte jedoch mit Hilfe von einigen Passieren wieder freigeräumt werden. Laut Aussage eines Passagiers kündigte die Besatzung an, in seichtem Wasser zu landen. Dies erschwerte jedoch die Evakuierung, weil einige Passagiere deswegen versuchten, ihre Gepäckstücke aus dem Flugzeug zu bringen, anstatt dieses sofort zu verlassen. Letztlich konnten alle Insassen die Il-12 verlassen, die auf eine Tiefe von 18 m versank, und verblieben auf dem Wasser, bis Anwohner mit Booten zur Hilfe kamen. Ein Passagier, der einen Mantel trug, konnte sich jedoch nicht lange genug über Wasser halten und ertrank.

## Ursache
Das Flugzeug wurde am 16. Mai 1953 aus der Wolga geborgen. Es wurde ermittelt, dass das Flugzeug über der Wolga mit einem Entenschwarm kollidiert war. Die Überreste einer Ente wurden zwischen den Zylindern des linken Triebwerks gefunden. Eine zweite schlug mit einer solchen Wucht in den Bereich über der Cockpitverglasung ein, dass ein Stringer deformiert wurde sowie die Verkleidung des Magnetschalters, wodurch dessen Schalter geschlossen wurden. Gleichzeitig wurde der Bedienungsschalter des Notmagnetschalters ruckartig auf „Aus“ gestellt und damit ein Kabel gekappt. Die hatte zur Folge, dass die Zündung beider Triebwerke abgeschaltet wurde und das Gemisch in den Triebwerken nicht mehr in den Zylindern, sondern erst in den Triebwerksauslässen gezündet wurde, was die Passagiere und Besatzung irrtümlich für Flammen hielten.
Außerdem konnten die Piloten die Propeller nicht in Segelstellung bringen, da die Generatoren der ausgefallenen Triebwerke zu langsam drehten und damit nicht genug Spannung erzeugen konnten. Die Batterien, die den Strom für den Funk und die Kabinenbeleuchtung lieferten, konnten dies ebenfalls nicht.